# Betták Ádám
Betták Ádám (Szoblah, 1786. február 20. – 1868. július 6.) katolikus plébános.

## Élete
Pappá szenteltetett 1809. március 8.-án. Káplánkodott Trencsénben, Dubnicán és Teplán; 1818-tól kisgradnai, 1840-től babóthi, 1853-tól teplai plébános volt.

## Művei
- Kázeň pri pohrebe Jana Janecz hlavného farara Dolne-Motesickeho… Nagyszombat, 1831. (Szent beszéd Janecz János plébános temetésén.)
- Milostiwé leto roku 1826. a 1833. Nyitra, 1847. (Az áldott nyár 1826. és 1833. évben.)